# Aeroportul Capurganá
Aeroportul Capurganá (IATA: CPB, ICAO: SKCA) este un aeroport din Chocó⁠(d), Columbia ce deservește zona Capurganá⁠(d). Aeroportul a fost tranzitat în 2022 de 9.996 de pasageri. A fost numit după zona deservită.
Situat la o altitudine de 11 m, aeroportul dispune de o singură pistă.